# Olivier Zobrist
Olivier Zobrist (1973 in Bremgarten) ist ein Schweizer Filmproduzent.

## Werdegang
Olivier Zobrist studierte Romanistik, Filmwissenschaft und Kunstgeschichte an den Universitäten Zürich und Genf.
2003 begann er bei der Langfilm AG zu arbeiten, seit 2010 als Produzent. Ein Jahr später wurde er Miteigentümer und Co-Geschäftsführer der Firma, gemeinsam mit Anne-Catherine Lang, Tochter des Gründers Bernhard Lang. 2014 gründet er, gemeinsam mit Vertretern der Produktionsfirmen Mira Film und Tilt Production, den Filmverleih Vinca Film, dessen Geschäftsführung er seitdem angehört.

### Langfilme
Als Produzent verantwortete er lange und kurze Spiel- und Dokumentarfilme sowie kurze Animationsfilme, als auch Serien. Er arbeitete mit renommierten Regisseuren und Regisseurinnen zusammen: Die Letzte Pointe (2017) von Rolf Lyssy, der allein in der Schweiz über 100'000 Zuschauer und Zuschauerinnen ins Kino brachte. In Ko-Produktion mit der Deutschen Fruitmarket Filmproduktion produzierte er die zwei Dokumentarfilme Das Konto Tribunal (2017) sowie Das Neue Evangelium (2020) von Milo Rau, die an den Festivals in Locarno resp. Venedig uraufgeführt wurden. Für die TV-Serie Seitentriebe arbeitete er mit Autorin und Regisseurin Güzin Kar; die erste Staffel erschien 2018, die zweite 2019. Er produzierte zudem mehrere erste lange Filme von jungen Regieleuten: unter anderem Sitting Next to Zoe (2013) von Ivana Lalovic, oder L'Amour du Monde (2023) von Jenna Hasse, der an der Berlinale seine Weltpremiere feierte und für den Europäischen und den Schweizer Filmpreis nominiert wurde.
Im April 2024 erschien der Dokumentarfilm Brunaupark unter der Regie von Felix Hergert und Dominik Zietlow, ein Portrait der verbleibenden Bewohner und Bewohnerinnen der Brunau-Siedlung in Zürich, die abgerissen werden soll. Der Film wurde am Visions du Réel uraufgeführt, wo er auch mit dem Preis für den besten Schweizer Film ausgezeichnet wurde.

### Kurzfilme
Auch von ihm produzierte Kurzfilme feierten internationale Erfolge: Average Happyness (2019) von Maja Gehrig wurde unter anderem am Festival d’Animation Annecy gezeigt, Über Wasser (2021) von Jela Hasler erhielt eine Einladung an die Semaine de la Critique am Filmfestival von Cannes.
Mehrere von ihm produzierte Filme wurden mit dem Schweizer Filmpreis ausgezeichnet, beispielsweise Electroboy oder Das Neue Evangelium als Beste Dokumentarfilme, Average Happiness als Bester Animationsfilm oder Über Wasser als Bester Kurzfilm.
2025 erschien die von Zobrist produzierte Serie One Minute Movies, bestehend aus 26 Episoden von 1-minütigen Animationsfilmen, von Nicolas Mahler und Stefan Holaus. Die Serie wurde am Animator-Festival in Poznan uraufgeführt und mit einer Special Mention als Beste Serie ausgezeichnet. Die Schweizer Premiere findet im September am Animationsfilmfestival Fantoche statt.

### Weitere Projekte
Als Produzent initiierte und verantwortete er das Projekt 5x5x5 in allen drei Ausgaben 2011, 2015 und 2019. Im Rahmen des Projektes wurden jeweils fünf Regieleute aus fünf Ländern in die Schweiz eingeladen, um in fünf Wochen je einen Kurzfilm zu drehen. Das Projekt war eine Zusammenarbeit der Langfilm AG mit den Kurzfilmtagen Winterthur sowie der Filmhochschulen Zürich und Luzern, unterstützt durch das Schweizer Dezernat für Entwicklung und Zusammenarbeit DEZA. Die Filme wurden jeweils an den Kurzfilmtagen Winterthur uraufgeführt, einige davon liefen an weiteren Festivals weltweit. Alle fünf Filme der Ausgabe 2019 wurden am Festival von Clermont-Ferrand aufgeführt.
2022 war er Mitglied der Jury des Schweizer Wettbewerbs am Visions du Réel in Nyon. Er ist Vorstandsmitglied des Kurzfilmverbandes Pro Short. Zudem ist er Mitglied des Stiftungsrats der Stiftung Wilhelm Lehmann, die sich dem Nachlass des Künstlers Wilhelm Lehmann (1884–1974) widmet, sowie die Ausstellungen im Museum der Kobesenmühle in Niederhelfenschwil verantwortet.

## Filmografie (Auswahl)
(Quelle)
- 2009: Die Standesbeamtin
- 2013: Sitting Next To Zoe
- 2014: Electroboy (Dokumentarfilm)
- 2015: Letter To S. (Kurzfilm)
- 2015: Driften
- 2015: Rider Jack
- 2015: Stöffitown
- 2017: Strangers
- 2017: Die letzte Pointe
- 2017: Das Kongo Tribunal (Dokumentarfilm)
- 2018: Seitentriebe – Staffel 1 (TV-Serie)
- 2019: Seitentriebe – Staffel 2 (TV-Serie)
- 2019: Average Happiness (Kurzfilm)
- 2019: Ethereality (Kurzfilm)
- 2020: Moskau Einfach!
- 2020: Das neue Evangelium (Dokumentarfilm)
- 2021: Über Wasser (Kurzfilm)
- 2023: L’Amour du Monde
- 2023: La gravidité (Kurzfilm)
- 2024: Brunaupark (Dokumentarfilm)
- 2025: One Minute Movies (Serie Animationsfilm)